# 秋月ひろずみ
秋月 ひろずみ（あきづき ひろずみ）は、日本の成年漫画家。
旧ペンネームは大輪田泊(おおわだのとまり)。
現在は主にコミックメガストア（コアマガジン）に執筆しているほか、同人サークル、モロトフカクテルにて大輪田泊名義で執筆している。

## 作品
単行本は全て成年指定である

### 秋月ひろずみ名義

#### 単行本
- あーあ、でちゃった♡（コアマガジン、2015年）
- お兄ちゃんもう我慢できないから!（コアマガジン、2014年）
- アネアネみっくす（コアマガジン、2006年）

#### 単行本未収録作
- コミックメガストア（コアマガジン）
  - 彼女の妹（2008年5月号）
  - お義兄ちゃんにヒトメボレ♥（2007年11、2008年1月号）
  - おはようのキスは?（2007年9月号）
  - さくらママが教えましょう!!（2007年7月号）
  - ワザとじゃないってっ!（2007年4月号）
  - 陽菜のお兄ちゃんなんだから!（2007年1月号）
  - 沙羅ちゃんのぽよぽよん♥（2006年11月号）
  - お兄ちゃんのジャマをする♥（2006年7月号）
- コミックメガストアH（コアマガジン）
  - 女装男子、お風呂場でドッキリ（2008年11月号）
  - わたしのご主人様♥（2005年4月号）

### 大輪田泊名義

#### 単行本
- ママと一緒に♥（メディアックス、2004年）
- ぽよぽよみるく委員長;（メディアックス、2003年）
- ぽよぽよ学級日誌（メディアックス、2001年）
- 森のみるく屋さん（メディアックス、2000年）
- Elsisきゅーぴっと!;♡（メディアックス、1999年）
- PURE PRISMS（メディアックス、1998年）
- あんじゅにおまかせ♥（メディアックス、1997年）
- ぷにぷにみるくカフェ（メディアックス、1996年）

#### 単行本未収録作
- 華月、堕ちる（COMIC POT 2005年11月号 メディアックス）
- きゃわゆい♥蛍ちゃん（ひな缶Hi! Vol.7 茜新社）
- 美晴さんサプライズ
- 桜子さんはわきまえてる
- 恐い真琴おねえちゃん